# Drino sociabilis
Drino sociabilis là một loài ruồi trong họ Tachinidae.